# Chuej-jüan
Chuej-jüan (čínsky pchin-jinem Huìyuǎn, znaky zjednodušené 慧远, tradiční 慧遠, 334, Šan-si – 416, hora Lu, Ťiang-si) byl čínský filozof a buddhistický mnich. Byl zakladatelem a prvním patriarchou školy zvané Čistá země a s ní spjatého kláštera Tung-lin na hoře Lu v Ťiang-si nedaleko Ťiou-ťiangu. Její učení je někdy nazýváno amidismus, neboť uctívali Buddhu Amitábhu.

## Život
Chuej-jüan proslul spisem Mniši nemusejí vzdávat úctu králům (Ša-men pu-ťing wang-če lun, 沙門不敬王者論), který vydal roku 404. Zde se věnoval podstatě mnišství („odchodu do bezdomoví“) a vysvětloval, proč se mnich nemusí znát k rodičům a příbuzným, stejně jako ctít vládce. Z jeho pohledu totiž mnich již není součástí běžného světa. Vztahy s dvorem měl ovšem dobré, Chuan Süan (ťinský hodnostář a v letech 403–404 císař státu Čchu) ho dokonce zval k učeným disputacím. Jeho důraz na odvrat od příbuzných ovšem vyvolával kritiku konfuciánů. Sám jako konfuciánec začínal, byl ovlivněn i taoismem, ale v 21 letech konvertoval k buddhismu. Zachovala se jeho korespondence s jiným známým mnichem Kumáradžívou. Jeho učitelem byl Tao-an, který mu dovolil používat překladovou techniku ke-i, která umožňovala překládat do čínštiny texty ze sanskrtu, byť pro mnohá slova dosud čínské ekvivalenty neexistovaly. K překladu buddhistických sanskrtských termínů totiž používala termíny vypůjčené od domácích čínských učení, taoismu a dalších, což vedlo k zavádějícímu výkladu buddhismu. Tao-an pouze Chuej-jüana považoval za dostatečně znalého a schopného omezit zkreslení. Jeho nejvýznamnějšími žáky byli Chuej-kuan, Seng-ťi a Fa-an. 